# Joan Roig (pare)

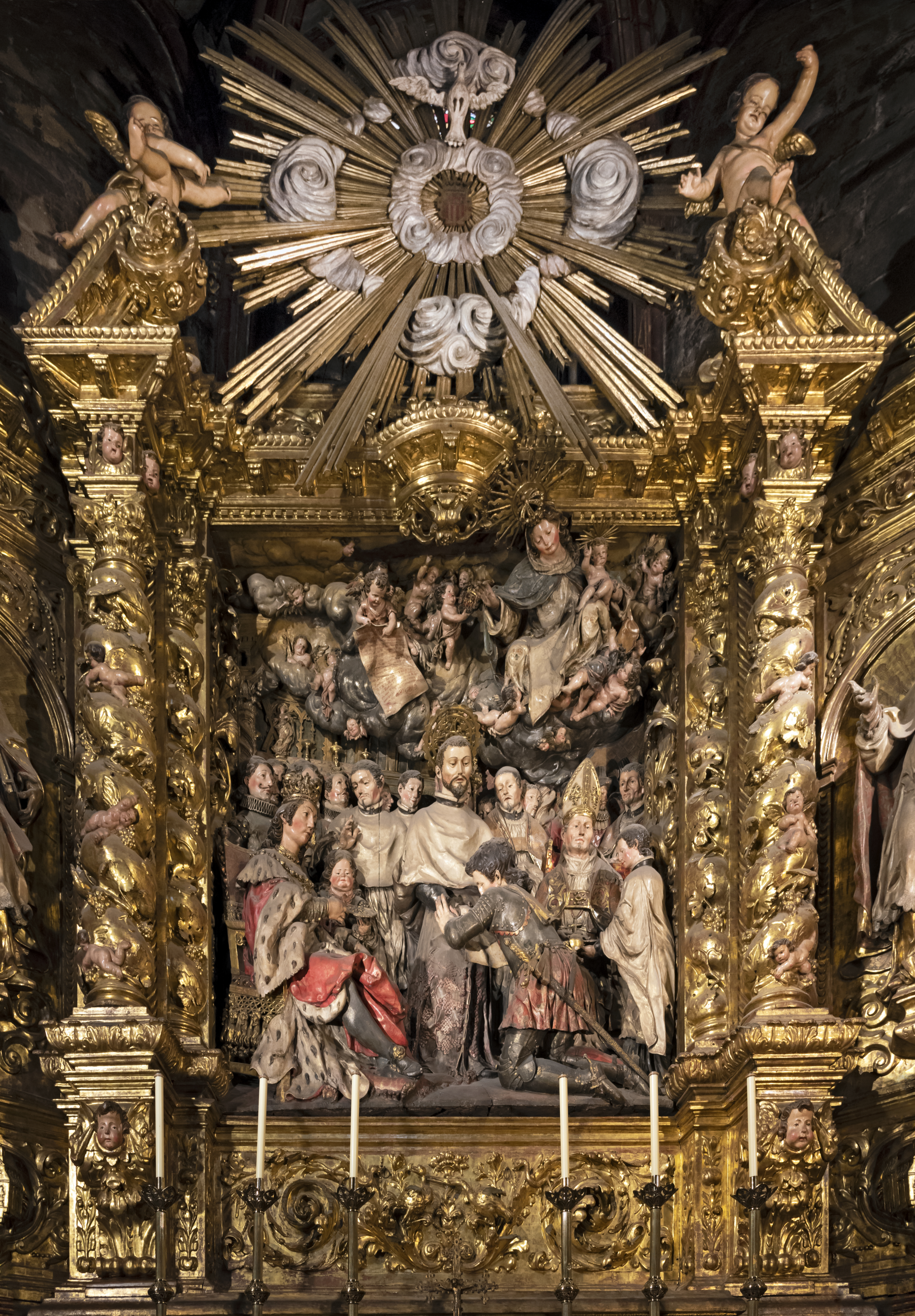
Fundació de l'Orde de la Mercè, panell central del retaule de la Mercè a la Catedral de Barcelona (1688)

Joan Roig (1629/1635 - 1706). fou un escultor barroc nascut a Barcelona. Deixeble de Domènec Rovira, un dels escultors més destacats a Barcelona en el seu temps. Va participar en la creació de la Confraria d'Escultors. Va realitzar molts treballs relacionats amb la catedral de Barcelona, i també algunes altes obres menors com ara un retaule per a la capella de la Mare de Déu de Salas (1686) a la parròquia de Sant Climent de Llobregat. El preu de la qual és de 260 lliures barcelonines (ll. b.). També va esculpir un retaule per a la parròquia de Santa Perpètua de la Moguda (1687), pel qual li van pagar la quantitat de 550 ll. b.

Retaule de Sant Pacià a la catedral de Barcelona, amb policromia de Joan Moxí. Al centre hi ha la imatge de Sant Pacià, bisbe de Barcelona, a l'esquerra Sant Francesc Xavier amb el papa Pau III i a la dreta la mort de Sant Pacià

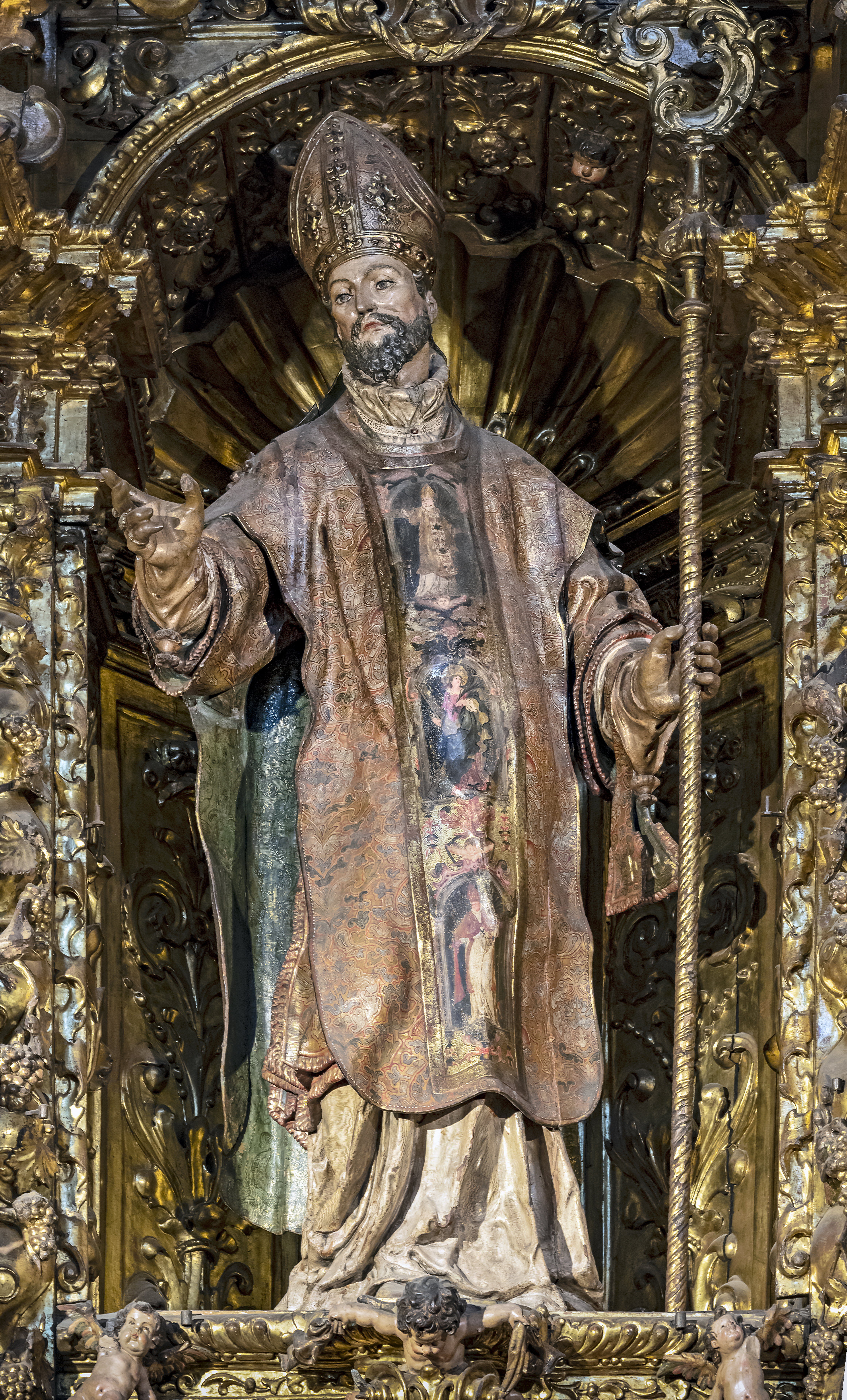
Sant Pacià, figura central del retaule

A part d'obres que es creuen desaparegudes o per estudiar dins del catàleg d'anònims, li van contractar l'any 1688 la realització del plafó central del retaule de Sant Pere Nolasc. i el retaule de Sant Pacià per la catedral de Barcelona. Es té constància que va treballar junt amb el seu fill Joan, també escultor, en aquests retaules, que són un clar exemple de composició barroca i de l'esperit realista de les figures.
L'any següent signa el contracte amb el daurador Joan Moixí, que n'era el seu gendre En la parroquial de Sitges, també hi ha una de les seves obres, el retaule de la Mare de Déu dels Dolors, on obra també la caixa de l'orgue.
Joan Roig, era un mestre a l'hora d'esculpir els relleus. Les seves obres s'escenificaven amb forma de diorama, amb una gran quantitat de personatges. Hi ha una sèrie d'obres de les quals es desconeix l'autor, però per les seves característiques, li podien ser atribuïdes, encara que no hi ha prou documentació per afirmar-ho taxativament.
Al segon terç del segle xvii va executar la pica baptismal de la Catedral de Girona, gravada amb les imatges dels dotze apòstols; i per a l'església parroquial de Sitges conjuntament amb el seu fill (o aquest darrer en solitari) va realitzar el retaule de la Mare de Déu dels Dolors (1699) així com per a la mateixa església la caixa de l'orgue (1695).
El 1691 comença una nova etapa amb els mestres argenters. En aquesta etapa, treballa juntament amb el seu fill, Joan Roig, on obra models de fusta per obres fetes en argent, com per exemple la imatge del Nen Jesús i de la Immaculada, per a l'argenter Joan Via. Aquesta obra es troba a l'església de Sant Vicenç de Rupià. Altres dos obres començades en col·laboració amb el seu fill, són l'urna de Sant Bernat Calbó (1701) per a la Seu de Vic i els canelobres monumentals de la Catedral de Palma (1703).  Ambdues obres van ser acabades per Joan Roig (fill).